# スター旭
スター旭（スターあさひ、1980年11月20日 - ）はプロモーション・ススム所属のピン芸人。本名は旭 圭介（あさひ けいすけ）。

## 来歴
- 出身地：北海道函館市
- 血液型：O型
- 身長：171cm
- 体重：60kg
- ワタナベコメディスクール2期卒業生。
- 2005年、中洋人(なかひろひと、現：新橋コインロッカーズ、尾米タケル之一座）と「紅ジャケとん太はね太」を結成。2008年解散。その後はネプチューン名倉潤の運転手をしながらピン芸人として活動。2012年、元ロマンチックセクシーの井上遊太（いのうえゆうた）と「ウラノス」を結成。
- お笑いをやっていることを親に内緒にしている。「函館出身芸人凱旋ライブ」という企画で地元でライブ出演したときは、芸名を少し変えて、「正体は当日まで秘密」としていた[2][3]。

## ネタ
- スター旭という、「スター」のキャラクターを前面に押し出したネタ。

## 作品
- 1st写真集 『光のある方へ』[4]
- デビューシングル『シャイニングスター』

## 出演番組

### テレビ
- くだまき八兵衛
- 輝け!ギャラ3000円芸人

### ラジオ
- ナベラジ

など